# Daisuke Amaya
Daisuke Amaya (天谷 大輔, Amaya Daisuke), aussi connu sous son pseudonyme Pixel, est un développeur indépendant de jeux vidéo japonais. il est principalement connu pour avoir créé Cave Story (洞窟物語, Dōkutsu Monogatari).

## Jeux
Son œuvre la plus connue, Cave Story, est un jeu de plate-formes (metroidvania) gratuit sorti sur PC en 2004, qu'il a développé seul pendant cinq ans. Le jeu a été applaudi par la critique pour son écriture, son ambiance et son gameplay.

## Logiciels audio
Amaya a également créé divers outils de MAO.
Il développe notamment PxTone, le successeur du logiciel Org Maker qu'il a utilisé pour composer la bande-son de Cave Story.

## Ludographie
- Ikachan (2000)
  - Ikachan 3DS (2013)
- Azarashi (2001)
  - Azarashi iOS (2012)
- Glasses (Megane) (2003)
- Cave Story (2004)
  - Cave Story+ (2011)
  - Cave Story 3D (2011)
- Guxt (2007)
- NightSky (2011) - story
- Pink Hour (2014)
- Kero Blaster (2014)
- Pink Heaven (2015)